# Bistrica (dopływ jeziora Butrynt)
Bistrica (t. Bistricë) – rzeka w południowej Albanii, w zlewisku Morza Jońskiego. Długość - 25 km. 
Źródła Bistricy leżą w górach Mali i Gjerë. Rzeka jest zasilana przez źródła krasowe, z których największym jest Syri i Kaltër. Rzeka spływa z gór na zachód, na nizinie nadmorskiej skręca na południe i uchodzi do jeziora Butrynt, połączonego kanałem Vivar z Morzem Jońskim. Sztuczny kanał Çuka na południe od Sarandë łączy Bistricę bezpośrednio z morzem. Wody Bistricy są szeroko wykorzystywane do nawadniania. W górnym biegu rzeki działa elektrownia wodna zbudowana w latach 60. XX wieku. Koryto rzeki jest w dużej części uregulowane. 